# 泸阳镇
泸阳镇，是中华人民共和国湖南省怀化市中方县下辖的一个乡镇级行政单位。

## 行政区划
泸阳镇下辖以下地区：
花亭社区、磷肥厂社区、火车站社区、金塘村、杨桥村、五里村、五全村、小坪村、金家冲村、和平村、新店坪村、杨柳坪村、大斗村、岩子元村、莱门溪村、黄花树村和泸阳林场生活区。